# Miltochrista proleuca
Miltochrista proleuca là một loài bướm đêm thuộc phân họ Arctiinae, họ Erebidae.